# 町田市立小中一貫ゆくのき学園
町田市立小中一貫ゆくのき学園（まちだしりつ しょうちゅういっかん ゆくのきがくえん）は、東京都町田市相原町にある公立の小中一貫校。

## 概要
町田市小規模特認校として、町田市立大戸小学校と町田市立武蔵岡中学校を統合し、2012年4月に小学校校舎を中心とした施設一体型小中一貫校として開校した。
校庭、体育館、プールは大戸小学校と武蔵岡中学校両校の施設を利用している。
運動会や学習発表会などは9学年が一緒に取り組んでいる。
校章•校歌は、統合前から使用されていたものに加え、ゆくのき学園開校時に新たに作成された。

## 沿革
- 1983年4月1日 - 町田市立大戸小学校 町田市立武蔵岡中学校 開校
- 1983年6月 - 武蔵岡中学校 制服制定
- 1983年11月 - 大戸小学校 校歌•校章制定
- 1984年2月 - 武蔵岡中学校 校歌•校章制定
- 2012年4月1日 - 町田市立小中一貫校ゆくのき学園 開校

## 校歌
町田市立小中一貫ゆくのき学園 学園歌
- 作詞・作曲 山崎朋子

## 通学区域
- 相原町の一部[4]